# Clarkeara
× Clarkeara, (abreviado Clka) en el comercio, es un híbrido intergenérico entre los géneros de orquídeas Brassavola × Cattleya × Diacrium × Laelia × Sophronitis. Fue publicado en Orchid Rev. 107: 191 (1999).